# 洪岑施維爾

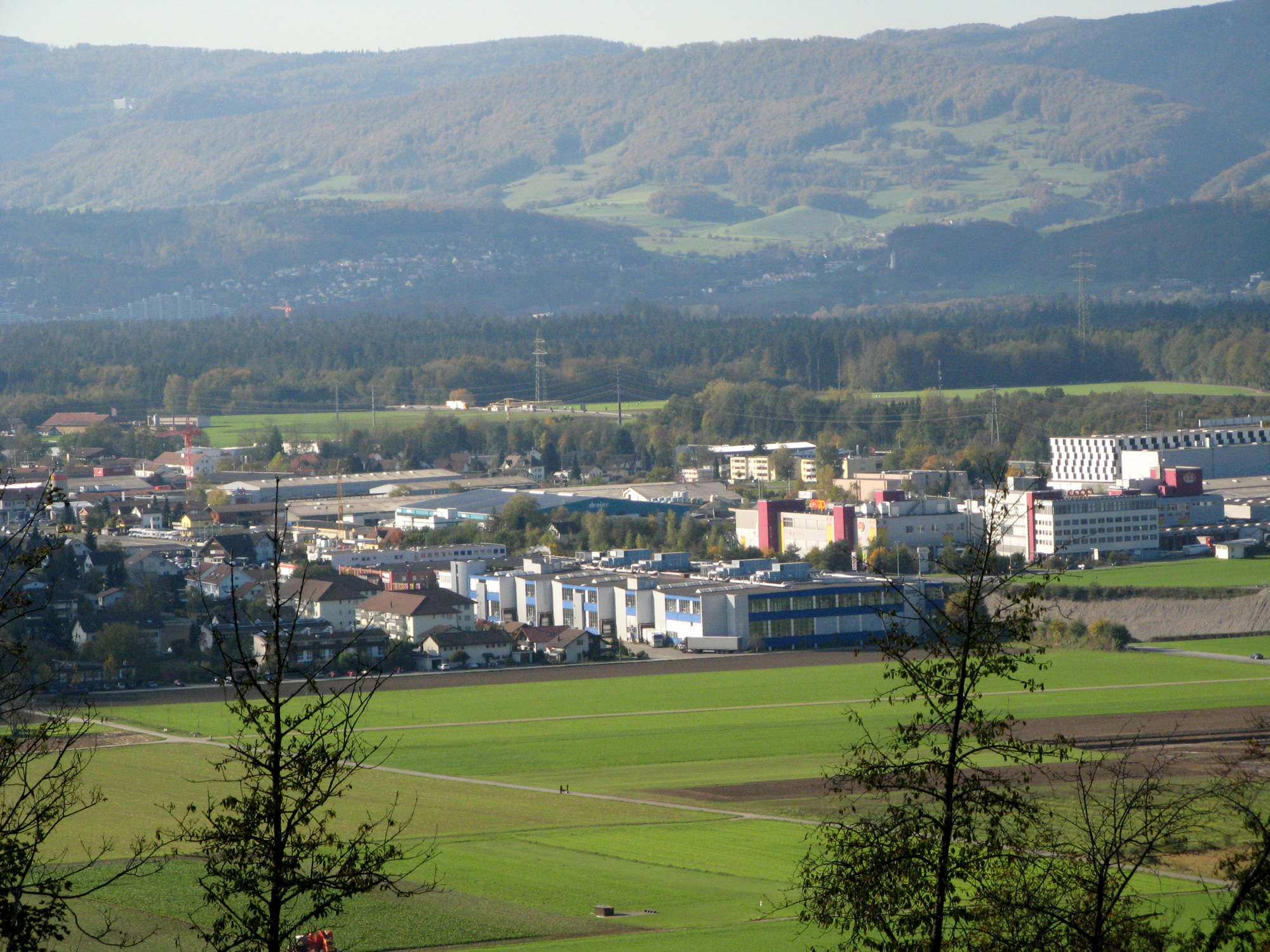

洪岑施維爾是瑞士的城鎮，位於該國北部，由阿爾高州負責管轄，面積3.26平方公里，海拔高度402米，2012年人口3,355，一半人口信奉基督教，人口密度每平方公里1029人。